# Petite Maman
Petite Maman es una película francesa que se estrenó en 2021, escrita y dirigida por Céline Sciamma. Está protagonizada por Joséphine Sanz, Gabrielle Sanz, Stéphane Varupenne, Nina Meurisse y Margo Abascal.
La película se estrenó en el 71 Festival Internacional de Cine de Berlín el 3 de marzo de 2021 y en Francia el 2 de junio de 2021 por Pyramide Distribution. En España se pudo visionar en el 69 Festival Internacional de Cine de San Sebastián en septiembre de 2021.

## Sinopsis
Nelly (Joséphine Sanz) de 8 años y su madre se van del hospital donde ha muerto la abuela. Hay que vaciar la casa de la abuela así que la familia va poniendo todo en cajas. Una mañana Nelly se despierta y su padre le dice que su mamá ha regresado a su casa y que ellos se quedarán unos días más terminando de empaquetar. La niña sale a recorrer el campo y se encuentra con otra chica de su misma edad, y muy parecida a ella (interpretada por su hermana en la vida real) que está construyendo una casita en el árbol, como la que construyó la madre de Nelly en su propia infancia.

## Reparto
- Joséphine Sanz como Nelly
- Gabrielle Sanz como Marion
- Stéphane Varupenne como padre
- Nina Meurisse como madre
- Margo Abascal como abuela

## Producción
En noviembre de 2020, se anunció que Céline Sciamma escribiría y dirigiría la película, con Bénédicte Couvreur como productora de la película y Pyramide Distribution preparada para distribuirla. Se empezó a rodar a primeros de noviembre de 2020.

## Lanzamiento
Petite Maman tuvo su estreno mundial en el 71 Festival Internacional de Cine de Berlín en marzo de 2021, donde Neon compró los derechos de distribución norteamericanos de la película el mismo día. Una semana después, MUBI adquirió los derechos de distribución para el Reino Unido, Irlanda y Turquía. Fue lanzado en Francia el 2 de junio de 2021 por Pyramide Distribution.
La película se proyectó en septiembre de 2021 en el Festival Internacional de Cine de Toronto y en el 69 Festival Internacional de Cine de San Sebastián.

## Crítica
Petite Maman recibió críticas positivas. Tiene una calificación de aprobación del 100% en el agregador de reseñas Rotten Tomatoes, basado en 31 reseñas, con un promedio ponderado de 9.20 / 10. En Metacritic, la película tiene una calificación de 93 sobre 100, basada en 8 críticos, lo que indica "aclamación universal".